# Agència de Notícies Andorrana
L'Agència de Notícies Andorrana (ANA) és l'agència de notícies d'Andorra. Va néixer l'1 de desembre de 2008 amb l'objectiu de nodrir els professionals de la comunicació i gabinets de premsa, així com a institucions públiques i empreses privades, de contingut informatiu multimèdia. L'ANA no és de titularitat pública, sinó que la gestiona un grup independent.
En el terreny internacional, l'ANA ha establert un conveni ferm de col·laboració amb l'agència de notícies portuguesa Lusa i amb l'Agència EFE, i manté portes obertes i col·laboracions puntuals amb altres agències d'arreu del món.